# 鈴木雄一郎
鈴木 雄一郎（すずき ゆういちろう、1971年12月1日 - ）は、埼玉県出身の俳優。LUCKY RIVER所属。
身長175cm。特技はギター、料理、車いすバスケットボール。

## 出演作品

### 映画
- ゴジラ2000 ミレニアム（1999年）
- 世にも奇妙な物語 映画の特別編（2000年）
- アイアムワン（2001年）
- 98%ホリデー（2002年）
- ドッジGO!GO!（2002年）
- リターナー（2002年）
- 竜馬の妻とその夫と愛人（2002年） - チンピラ
- ハードラックヒーロー（2003年）
- 新・刑事まつり 一発大逆転「窯岡刑事」（2003年）
- アスリート（2003年）
- ウイニング・パス（2004年） - 岡野
- この世の外へ クラブ進駐軍（2004年）
- ゴジラ FINAL WARS（2004年）
- 雨よりせつなく（2005年） - 社員
- SHINOBI-HEART UNDER BLADE-（2005年） - 卍谷の民
- ブラックキス（2006年）
- 恋鎖（2006年）
- バックダンサーズ!（2006年）
- デスノート the Last name（2006年）
- それでもボクはやってない（2007年）
- 監督・ばんざい!（2007年）
- 陸に上がった軍艦（2007年） - 皆川
- クライマーズ・ハイ（2008年）
- 252 生存者あり（2008年）
- アウトレイジ（2010年）- 村瀬組組員
- 踊る大捜査線 THE MOVIE3 ヤツらを解放せよ!（2010年）
- SP THE MOTION PICTURE 革命篇（2011年）
- ストレイヤーズ・クロニクル（2015年）
- S -最後の警官- 奪還 RECOVERY OF OUR FUTURE（2015年）
- 64（ロクヨン）（2016年） - 秘書課員

### テレビドラマ
- 救命病棟24時（1999年）
- 月曜ドラマスペシャル 家裁調査官・晶子（1999年）
- つぐみへ…〜小さな命を忘れない〜（2000年）
- ラブコンプレックス（2000年）
- G-taste（2001年）
- スカイハイ（2003年）
- Deep Love 〜アユの物語〜（2004年）
- 土曜ワイド劇場 交渉人（2005年）
- 佐藤四姉妹（2005年）
- ガリレオ（2007年）
- ロス:タイム:ライフ（2008年）
- 任侠ヘルパースペシャル（2011年）
- 鈴木先生（2011年）
- 金曜プレステージ 11文字の殺人（2011年）
- 贖罪（2012年）
- 走馬灯株式会社（2012年）
- マジすか学園3（2012年） - 看守
- あぽやん〜走る国際空港（2013年）
- 白衣のなみだ（2013年）
- 相棒（2013年）
- 黒服物語（2014年）
- ちゃんぽん食べたか（2015年） - 記者
- フジコ（2015年）
- フラジャイル（2016年）
- いだてん〜東京オリムピック噺〜 第43話 （2019年、NHK大河ドラマ）
- ドクターX 〜外科医・大門未知子〜（2021年）
- 相続探偵 （2025年）

### 舞台
- マクベス
- 十二夜
- ハロー・プリンス
- 寝覚め町の旦那のおもちゃ（2004年）
- 無頼キッチン（2005年）
- 100人芝居 真夜中の弥次さん喜多さん（2005年）
- 無防備なスキン（2006年）
- 犬目線 / 握り締めて（2007年）
- 難民X（2008年）
- Shoop fucker’s exit（2008年）
- ストレンジャーな彼女（2012年）

### CM
- JAL（2000年）
- 日清食品 スパ王（2002年）
- 日本通運（2004年）
- ローソン（2005年）
- P&G ボールド（2005年）
- サントリー ザ・プレミアム・モルツ（2006年）
- ミズノ（2007年）

### PV
- クノシンジ ポータブルポップミュージック（2007年）

### その他
- ウィークリー・シネマ☆インタビュー（2006年） - ナレーション